# Siddharth Anand
Pour les articles homonymes, voir Anand.
Siddharth Anand né Siddharth Raj Anand est un réalisateur, scénariste, acteur et producteur indien de Bollywood.

## Filmographie
- 2004 : Hum Tum, de Kunal Kohli, avec Saif Ali Khan et Rani Mukherjee - scénariste, producteur exécutif et assistant de Kunal Kohli ;
- 2005 : Salaam Namaste, avec Saif Ali Khan, Preity Zinta et Arshad Warsi - réalisateur et scénariste ;
- 2007 : Ta Ra Rum Pum, avec Saif Ali Khan et Rani Mukherjee - réalisateur et scénariste ;
- 2008 : Bachna Ae Haseeno, avec Ranbir Kapoor, Deepika Padukone, Bipasha Basu et Minissha Lamba - réalisateur et scénariste ;
- 2010 : Anjaana Anjaani, avec Ranbir Kapoor et Priyanka Chopra - réalisateur et scénariste ;
- 2014 : Bang Bang avec Hrithik Roshan et Katrina Kaif - réalisateur et scénariste.
- 2022 : Rambo - réalisateur
- 2023 : Pathaan avec Shah Rukh Khan et Deepika Padukone - réalisateur et scénariste